# Rembō (metropolitana di Sendai)
Rembō (連坊駅?, Renbō-eki) è una stazione della linea Tōzai della metropolitana di Sendai situata nel quartiere di Wakabayashi-ku a Sendai, in Giappone.

## Storia
La stazione è stata inaugurata il 6 dicembre 2015 in concomitanza con l'apertura dell'intera linea. I lavori iniziarono nel 2006.

## Linee
■ Linea Tōzai

## Struttura
La stazione è dotata di due ingressi a livello strada, nord e sud, mentre in sotterranea sono presenti i binari, protetti da porte di banchina a metà altezza, con un marciapiede a isola.
| 1 | ■ Linea Tōzai | per Oroshimachi e Arai             |
| 2 | ■ Linea Tōzai | per Sendai e Yagiyama-Dōbutsu-Kōen |

## Stazioni adiacenti
| «             | Servizio    | »           |
| Linea Tōzai   | Linea Tōzai | Linea Tōzai |
| ------------- | ----------- | ----------- |
| Miyagino-dōri | -           | Yakushidō   |